# Paul Pierling
Paul Pierling, né le 1er juin 1840 à Saint-Pétersbourg (Russie) et décédé le 25 février 1922 à Bruxelles (Belgique), était un prêtre jésuite russe, historien du monde slave et spécialiste de la Russie.

## Biographie
Né dans une famille de banquiers bavarois installés à Saint-Petersbourg, Paul fait des études secondaires dans un collège jésuite d'Autriche. Il entre ensuite au noviciat de la Compagnie de Jésus à Baumgartenberg (5 décembre 1856) et fait des études de philosophie à Pressburg (1860-1862) et de théologie à l'université grégorienne de Rome (1862-1864) et Innsbruck (1866-1869), à la suite desquelles il est ordonné prêtre en 1869 (Innsbruck).
Peu après il fait son Troisième an à Linz (1870-1871) et revient à Rome où il travaille à la Curie généralice durant cinq ans: 1871-1876.
À sa demande il est envoyé à Paris, (rue de Sèvres) pour y collaborer à l'Œuvre des Saints Cyrille et Méthode, fondée en 1856 par les pères Ivan Gagarine et Jean Martinoff. Durant une trentaine d'années (1876-1908) il est écrivain et historien à l'Œuvre des Saints Cyrille et Méthode fondée pour promouvoir un rapprochement entre les Églises catholique et orthodoxe russe, par une meilleure connaissance de monde et de la culture slave, et en particulier de son histoire ecclésiastique. 
En 1882, il en est directeur. En tant que tel il doit organiser le transfert de l'œuvre - avec sa bibliothèque - de Paris à Bruxelles, auprès des Bollandistes, en 1908. lorsque les lois anti-religieuses obligent les jésuites à quitter la France. Ses relations épistolaires avec les slavistes, de Russie et de l’étranger, dont témoigne une imposante collection de lettres, lui permirent d’enrichir considérablement le fonds.

## Œuvres
- Rome et Démétrius, 1878.
- La Sorbonne et la Russie, 1882.
- Rome et Moscou, 1883.
- Gabriel Gruber et les jésuites réfugiés en Russie, reed. Meudon, 1999
- La Russie et le Saint-Siège, Paris, 1886 tome 1, tome 2, tome 4, tome 5, Prix Thérouanne de l'Académie française en 1908